# Bangolo (departement)
Bangolo är ett departement i Elfenbenskusten. Det ligger i regionen Guémon, i den sydvästra delen av landet, 230 km väster om huvudstaden Yamoussoukro.